# Bornova

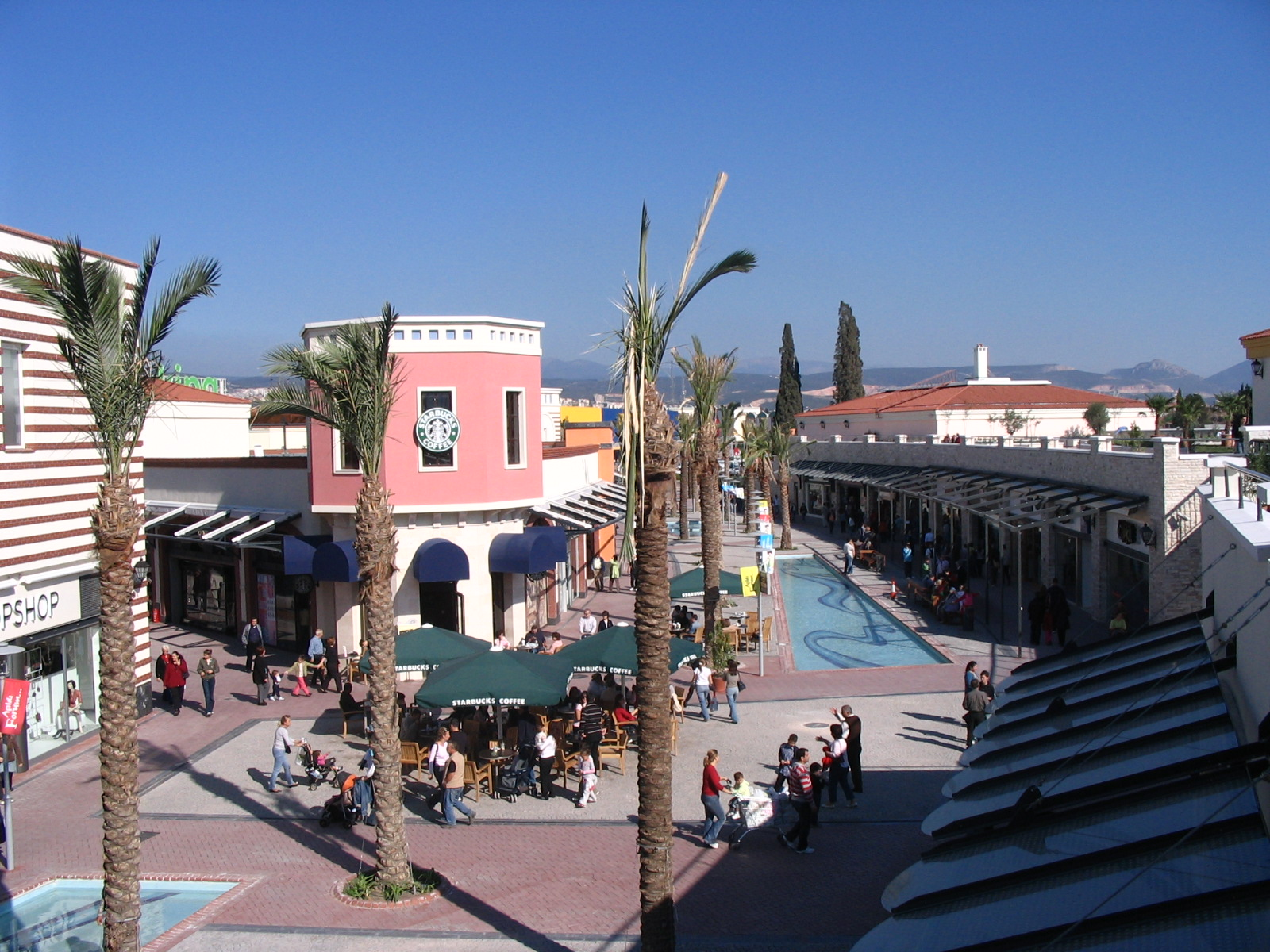
Forum Bornova

Bornova (in der Vergangenheit Bîrûnabad oder Prinobaris) ist eine Stadtgemeinde (Belediye) im gleichnamigen Ilçe (Landkreis) der Provinz Izmir in der türkischen Ägäisregion und gleichzeitig ein Stadtbezirk der 1984 gebildeten Büyükşehir belediyesi İzmir (Großstadtgemeinde/Metropolprovinz). Seit der Gebietsreform 2013 ist die Gemeinde flächen- und einwohnermäßig identisch mit dem Landkreis.
Bornova liegt in der Mitte der Provinz/Büyükşehir etwa 8 Kilometer vom Stadtzentrum Izmir und 5 Kilometer von der Küste entfernt, der Kreis grenzt im Nordwesten an die Provinz Manisa. Hinsichtlich der Bevölkerung ist es der drittgrößte Kreis/Stadtbezirk der Stadt, auch ist die Bevölkerungsdichte etwa siebenmal höher als der Provinzdurchschnitt (Platz 7 in dieser Rangliste).
Bornova wurde früher Bîrûnabad genannt. Im Persischen bedeutet birun außer, außen und mit abad ist eine islamische Stadt gemeint. Der andere Name Prinobaris leitet sich vom griechischen Pyrinóbaris ab und lautet sinngemäß Weizenlager. Bîrûnabad könnte auch eine Verballhornung von Pyrinóbaris sein. Der osmanische Reisende Evliya Çelebi aus dem 17. Jahrhundert beschreibt in seinem ersten Buch der Seyahatnâme Bornova als einen nur von Griechen bewohnten Ort.
Der Kreis entstand 1957, die Kreisstadt Bornova hatte schon 1881 den Titel einer Belediye erhalten. (Bis) Ende 2012 bestand der Landkreis aus der Kreisstadt und 12 Dörfern (Köy), die während der Verwaltungsreform 2013/2014 in Mahalla (Stadtviertel/Ortsteile) überführt wurden. Die 33 Mahalle der Kreisstadt blieben unverändert erhalten. Durch die Herabstufung der Dörfer zu Mahalle stieg deren Anzahl auf 45. Ihnen steht ein Muhtar als oberster Beamter vor.
Ende 2020 lebten durchschnittlich 9.932 Menschen in jedem Mahalle. Die bevölkerungsreichsten waren
- Erzene Mah. (35.135)
- Kazımdirik Mah. (33.934)
- Yeşilova Mah. (31.008)
- Atatürk Mah. (28.912)
- İnönü Mah. (25.778)

- Mevlana Mah. (25.492)
- Doğanlar Mah. (21.461)
- Evka 3 Mah. (20.445)
- Rafet Paşa Mah. (19.476)
- Kızılay Mah. (15.795)
- Evka 4 Mah. (14.630 Einw.)
- Gazi Osman Paşa Mah. (13.464)
- Gürpınar Mah. (11.762)
- Kemalpaşa Mah. (11.742)
- Barbaros Mah. (11.598)
- Ergene Mah. (11.245)

## Wirtschaft und Infrastruktur
In den letzten Jahren hat sich die Infrastruktur in Bornova sehr verbessert. Die Autobahn Otoyol 31 von Izmir nach Aydın wurde erweitert und Verbindungen nach Kemalpaşa und Altındağ ausgebaut. Außerdem wurde die Metro İzmir in Betrieb genommen, deren Endstation in Bornova liegt. Auch industriell hat sich die Lage in Bornova verbessert, der Hauptteil sind Dienstleister und kleinere Unternehmen. Es wurde auch eine IKEA-Filiale eröffnet.
In Bornova befindet sich die Ege Üniversitesi.

## Partnergemeinde
- Delčevo (Mazedonien)
- Rostuša (Mazedonien)
- Momtschilgrad (Bulgarien)
- Krumovgrad (Bulgarien)
- Tuzla (Bosnien und Herzegowina)
- Novi Pazar (Serbien)
- Famagusta (Türkische Republik Nordzypern)

## Persönlichkeiten
- Hüseyin Beşok (* 1975), Basketballspieler